# Raptophasma kerneggeri
Raptophasma kerneggeri är en insektsart som beskrevs av Oliver Zompro 2001. Raptophasma kerneggeri ingår i släktet Raptophasma, ordningen Mantophasmatodea, klassen egentliga insekter, fylumet leddjur och riket djur. Inga underarter finns listade.